# Кампо Гранде
Кампо Гранде (порт. Campo Grande) град је у Бразилу у савезној држави Мато Гросо до Сул. Према процени из 2007. у граду је живело 724.638 становника.

## Становништво
Према процени из 2007. у граду је живело 724.638 становника.
| 1991.   | 2000.   | 2017.   |
| ------- | ------- | ------- |
| 526.126 | 663.621 | 874.210 |

## Партнерски градови
- Торино
- Гелзенкирхен
- Хамамацу
- Pedro Juan Caballero
- Ponta Porã
- Росарио
- Сент Пол
- Сринагар
- Џенгџоу